# Trivium EP
Trivium — перший мініальбом американської групи Trivium.

## Композиції
1. To Burn the Eye — 7:01
2. Requiem — 4:53
3. Fugue — 4:21
4. My Hatred — 4:34
5. The Storm — 6:05
6. Sworn — 4:28
7. Demon — 3:27